# San Cristóbal de La Laguna
San Cristóbal de La Laguna, także: La Laguna – miasto w Hiszpanii na Wyspach Kanaryjskich, w północnej części Teneryfy w aglomeracji Santa Cruz de Tenerife, ok. 141 tys. mieszkańców.

## Historia
Historia miasta sięga końca XV wieku, kiedy andaluzyjski arystokrata Alonso Fernández de Lugo założył tu stałą bazę wypadową do podboju wyspy. Istniała tu wtedy laguna, której miasto zawdzięcza swoją nazwę, została jednak osuszona w 1837 roku. W okresie swojej największej świetności La Laguna była prężnie rozwijającym się miastem kupców, żołnierzy, biurokratów i dewotów. W 1701 roku powstał tu istniejący do dziś uniwersytet. Ze względu na liczbę zabytków w 1999 roku miasto wpisano na listę światowego dziedzictwa UNESCO.

## Zabytki
Wygląd dzisiejszego starego miasta w San Cristóbal de La Laguna właściwie nie zmienił się od początku XVI stulecia. Zachowały się tu m.in. dawne rezydencje z eleganckimi fasadami i wewnętrznymi dziedzińcami (patios). Do najbardziej znanych należą m.in. Casa Lercaro z 1593 roku, gdzie obecnie mieści się muzeum historii Teneryfy, Casa del Montañés i Casa de los Capitanes Generales.
Podkreśla również Katedra w San Cristóbal de La Laguna, domu Diecezja San Cristóbal de La Laguna.
W mieście zachowała się też znaczna część architektury sakralnej. Znajduje się tu najstarszy kościół na wyspie – Iglesia de la Concepción, a także kilka innych kościołów o dużych walorach zabytkowych, m.in. Iglesia de Santo Domingo z XVII wieku, kryjąca malowidła Cristóbala Hernándeza de Quintany, oraz Iglesia de San Miguel de las Victorias z drewnianą, gotycką rzeźbą we wnętrzu.
W mieście znajduje się także wciąż czynny kompleks klasztorny Convento de Santa Clara de Asís oraz Convento de Santa Catalina de Siena, w którym jest ciało zakonnicy María de León Bello y Delgado, mimo upływu trzech wieków zachowane w nienaruszonym stanie.
Na zewnątrz Kościoła pw. Niepokalanego Poczęcia (Iglesia-Parroquia Matriz de Nuestra Señora de La Concepción) znajduje się pomnik Jana Pawła II autorstwa polskiego rzeźbiarza Czesława Dźwigaja.

## Sport
Działa tutaj klub piłki nożnej, CD Laguna de Tenerife, grający obecnie w lokalnej lidze kanaryjskiej Interinsular Preferente de Tenerife.

## Znani ludzie
- Józef Anchieta (1534–1597) – jezuita, misjonarz, święty Kościoła katolickiego.
- Amaro Pargo (1678–1747) – kaper i kupiec.

## Klimat
| Miesiąc                                                                                     | Sty  | Lut  | Mar  | Kwi  | Maj  | Cze  | Lip  | Sie  | Wrz  | Paź  | Lis  | Gru  | Roczna |
| ------------------------------------------------------------------------------------------- | ---- | ---- | ---- | ---- | ---- | ---- | ---- | ---- | ---- | ---- | ---- | ---- | ------ |
| Średnie temperatury w dzień [°C]                                                            | 16.0 | 16.7 | 18.2 | 18.5 | 20.1 | 22.2 | 24.7 | 25.7 | 24.9 | 22.5 | 19.6 | 17.1 | 20,5   |
| Średnie dobowe temperatury [°C]                                                             | 13.1 | 13.4 | 14.5 | 14.7 | 16.1 | 18.1 | 20.2 | 21.2 | 20.7 | 18.9 | 16.5 | 14.3 | 16,8   |
| Średnie temperatury w nocy [°C]                                                             | 10.2 | 10.0 | 10.7 | 10.9 | 12.0 | 14.0 | 15.7 | 16.6 | 16.5 | 15.2 | 13.3 | 11.5 | 13,0   |
| Opady [mm]                                                                                  | 80   | 70   | 61   | 39   | 19   | 11   | 6    | 5    | 16   | 47   | 81   | 82   | 520    |
| Średnia liczba dni z opadami                                                                | 7.7  | 7.4  | 6.8  | 6.2  | 3.8  | 2.4  | 1.7  | 1.1  | 2.8  | 6.5  | 8.3  | 8.8  | 64,0   |
| Wilgotność [%]                                                                              | 76   | 75   | 71   | 74   | 72   | 73   | 69   | 69   | 71   | 74   | 75   | 79   | 73     |
| Średnie usłonecznienie [h]                                                                  | 150  | 168  | 188  | 202  | 234  | 237  | 262  | 269  | 213  | 194  | 155  | 137  | 2410   |
| Źródło: Agencia Estatal de Meteorología (liczba dni z opadami dla wartości 1 mm), 1981–2010 |      |      |      |      |      |      |      |      |      |      |      |      |        |

## Miasta partnerskie
- Cartagena de Indias, Kolumbia
- Salta, Argentyna
- Miami, Stany Zjednoczone
- São Paulo, Brazylia
- Telde, Hiszpania
- Baler, Filipiny